# Квітневий
Квітне́вий — зупинний пункт Ніжинського напряму Київської дирекції Південно-Західної залізниці на лінії Ніжин — Київ-Пасажирський. Розташована між станцією Бровари (3 км) та зупинним пунктом Парникова (6 км).
Платформу було відкрито у 1974 році. Лінію електрифіковано в 1964 році.
Платформа розташована у селі Квітневе.